# Järvikäiset (Korpilombolo socken, Norrbotten)
Järvikäiset är en sjö i Pajala kommun i Norrbotten och ingår i Kalixälvens huvudavrinningsområde. Järvikäiset ligger i Torne och Kalix älvsystem Natura 2000-område.